# Osvaldo Hurtado Larrea
Luis Osvaldo Hurtado Larrea (Chambo, 26 de junio de 1939) es un abogado y político ecuatoriano. Fue presidente del Ecuador entre el 24 de mayo de 1981 y el 10 de agosto de 1984.
Su vida pública comenzó en la década de los 60, liderando una corriente política disidente del Partido Conservador Ecuatoriano, llamada Democracia Cristiana. Colaboró con el proceso de retorno a la democracia, organizado por la dictadura militar. Ante el impedimento de su agrupación política, de participar en las elecciones de 1978, fue candidateado como binomio de Jaime Roldós, siendo electos en el balotaje, realizado en 1979. Durante el gobierno de Roldós, mantuvo buenas relaciones con el presidente.
Ascendió al poder inesperadamente, debido al misterioso accidente aéreo que causó el fallecimiento de Roldós, en mayo de 1981. Durante su presidencia, propició una agenda neoliberal, siendo artífice de la "sucretización de la deuda", medida económica con la que el estado asumió deudas externas del sector privado, perjudicando al país por un monto de 4462 millones de dólares.
Tras su presidencia, participó de manera activa en la política nacional, siendo la principal figura de su partido, renombrado como Democracia Popular (DP). En 1997, integró la Asamblea Constitucional, que, una vez posesionada, se autonombró Constituyente. Hurtado fue electo presidente de la Asamblea Constituyente, la misma que redactó la Constitución de 1998. Dicha carta magna, detonó la crisis económica en Ecuador de 1999, durante el gobierno del demócrata-cristiano Jamil Mahuad, lo que marcó la decadencia de la DP y sus líderes..
Hurtado intentó desligarse de lo acontecido, abandonando la DP y postulándose en las elecciones presidenciales de 2002, bajo una tienda política propia, el Movimiento Patria Solidaria. Obtuvo el penúltimo lugar, con el 1,07%, porcentaje más bajo que ha obtenido un expresidente en la historia nacional. Debido a aquello, Hurtado se alejó de las urnas, aunque se mantiene activo en la política, a través de su think tank, denominado Corporación de Estudios para el Desarrollo (CORDES). Ocasionalmente, brinda conferencias en universidades privadas y entrevistas frecuentes en los medios.

## Biografía
Político ecuatoriano, presidente de la República entre los años (1981 y 1984). Abogado y doctor , en 1964 fundó el Partido Cristiano Demócrata Ecuatoriano y en 1966 fue elegido presidente del Congreso. En los años siguientes ejerció el profesorado de Sociología en la Pontificia Universidad Católica del Ecuador, dirigió el Instituto Ecuatoriano de Desarrollo Social (INEDES, 1966), y ocupó el vicedecanato de la Facultad de Economía y la dirección del Instituto de Investigación Económica de la Pontificia Universidad Católica del Ecuador (1973).
En 1975 se unió al Consejo Político Mundial de la Democracia Cristiana y tres años después colaboró en la puesta en marcha de Democracia Popular-Unión Demócrata Cristiana (DP-UDP), coalición que pasó a liderar. En 1979 fue designado para la presidencia del Consejo Nacional de Desarrollo y la vicepresidencia de la República con Jaime Roldós Aguilera, de cuya Concentración de Fuerzas Populares era asimismo segundo dirigente. El domingo 24 de mayo de 1981, a las pocas horas del fallecimiento de Roldós en un accidente de aviación, Hurtado juró ante el Congreso Nacional como nuevo presidente.

### Estudios
Estudió la primaria en la escuela de los Hermanos Cristianos, la secundaria en el colegio San Felipe de los PP. Jesuitas de la ciudad de Riobamba. Se licenció en Ciencias Sociales y Políticas en la Pontificia Universidad Católica del Ecuador en 1963, y en ella también se graduó de abogado y doctor en Derecho en 1966. Participó en seminarios de Sociología del Desarrollo en institutos de América Latina y Europa. Enseñó Sociología Política y dirigió el Instituto de Investigaciones Económicas de la Universidad Católica.

### Matrimonio y descendencia
En 1968 contrajo matrimonio con Margarita Pérez Pallares, con quien tendría cinco hijos, siendo los dos últimos mellizos nacidos en el Palacio de Carondelet:
- Sebastián Hurtado Pérez
- Andrés Hurtado Pérez
- Cristina Hurtado Pérez
- Isabel Hurtado Pérez
- Felipe Hurtado Pérez

### Vida política temprana
Con otros sectores progresistas fundó el partido Democracia Popular, del que fue varias veces director. Apoyó el anuncio del triunvirato militar sobre un pronto retorno a la democracia y colaboró en el proceso de retorno en los años 1977 y 1978 con la preparación de los proyectos de leyes del referéndum, de Partidos Políticos y de Elecciones, que sirvieron de base para la restauración de la democracia.
Fundó la Corporación de Estudios para el Desarrollo, Cordes, dedicada a la investigación de la realidad económica y social de América Latina y al estudio de las instituciones políticas y su incidencia en la democracia. Fomentó en Cordes estudios de ciencia social y política sobre Gobernabilidad, Descentralización y Corrupción.

## Vicepresidente del Ecuador
Hurtado fue elegido en las Elecciones presidenciales de Ecuador de 1979, en binomio con Jaime Roldós Aguilera, en la alianza Concentración de Fuerzas Populares-Democracia Popular, partido al cual Hurtado estaba afiliado y partido que fue descalificado en el proceso electoral controlado por la dictadura militar sobre la base de que era sospechoso de simpatías con ideología comunista. Mantuvo buenas relaciones con el presidente Roldós, hasta su muerte el 24 de mayo de 1981.

## Presidente del Ecuador
Una vez que asumió la Presidencia de la República, continuó con la realización de las obras emprendidas por el presidente Jose Maria Velasco Ibarra, a medida de las posibilidades económica del país
El 15 de junio Hurtado se dirigía a los ecuatorianos para explicarles el que, en previsión de una crisis económica inminente, aceptaran entrar en un régimen de austeridad, pues iba a restringir el gasto público y a contener el proceso inflacionario. Les anunció, además, que trabajaría por resolver el problema energético, corregir el carácter concentrador de la economía ecuatoriana que iba en desmedro del campo y de los pobres, y llevar adelante las reformas educacional, fiscal, administrativa, política y agraria, constantes en el Plan Nacional de Desarrollo.
Propuso una concertación social y solicitó la unión de todos para enfrentar la crisis económica y mantener la democracia. En el mismo espíritu concertador, propuso -en febrero de 1983- a los personeros de la Comisión Económica para América Latina realizar "un esfuerzo concertado para desarrollar la capacidad de respuesta de la región frente a la crisis económica y a los problemas derivados de la deuda externa". Esta iniciativa llevó a la Celebración de la Conferencia Económica Latinoamericana de Jefes de Estado en Quito en enero de 1984.
La crisis económica que estalló en 1982 obedecía a causas externas apenas modificables y a causas internas de manejo difícil: pesaron internamente en la economía nacional el conflicto fronterizo de 1981, las decisiones del Congreso de 1979, la cuantiosa deuda externa contratada desde 1973 y el manejo inadecuado de la economía del país, durante su gobierno.
Las élites económicas menospreciaron al presidente, y este las acusó de desleales con Ecuador y de corruptas. Los trabajadores declararon una huelga general en septiembre de 1982. En los años más críticos del gobierno de Hurtado, los de 1982 y 1983, Ecuador entró en un juego de reacciones repetitivas: medidas de ajuste, protesta empresarial desprestigiante, movilización sindical y estudiantil, retroceso moderado del ajuste. En octubre y noviembre de 1982 la reacción social fue violenta, en marzo de 1983 los empresarios se declararon en huelga; pero se mantuvo la democracia, no se abusó de la represión pese al estado de sitio y al toque de queda impuesto a mediados de octubre de 1982 y levantado a fines de ese mes.
Durante su gobierno convirtió las deudas de dólares de algunos agentes económicos privados contratadas fuera del país, a deudas en sucres con el Banco Central del Ecuador, por lo que el Banco asumió el compromiso de pago en dólares frente a los acreedores internacionales, de esta manera las deudas externas privadas pasaron a engrosar la deuda pública externa. Fue un proceso de especialización de deudas privadas más conocida como "sucretización" de la deuda ecuatoriana, que generó elevados perjuicios al Estado ecuatoriano, por un monto acumulado de US.$ 4.462 millones. Con la devaluación había aumentado el valor nominal de los sucres de la deuda externa del sector privado, lo que podía causar quiebras y cierres masivos de plantas manufactureras y otros negocios. El sector privado alegó que las devaluaciones fueron causadas por las malas políticas del gobierno. Este convirtió a sucres la deuda externa privada dolarizada, la denominada "sucretización", y aunque el Banco Central cobró comisiones para cubrir el riesgo de la tasa de cambio, una proporción grande de este riesgo se transfirió al Estado, que, además, extendió su garantía a la deuda externa privada. Con esta medida se compró la estabilidad democrática a un costo muy alto. Las medidas de ajuste fueron tomadas por el presidente mediante decretos ejecutivos contemplados en la Ley. Y fueron ejecutadas con firmeza.
En su mensaje presidencial al término del mandato, Hurtado pudo afirmar que "el Gobierno había tomado firmemente en sus manos el timón de la zozobrante nave del Estado y con la ayuda del pueblo la había sacado de la tempestad y la entregaba en puerto seguro". Según una encuesta de Gallup en Quito, Guayaquil y Cuenca, en julio de 1984, un mes antes de la entrega del mando, la actuación de Hurtado fue calificada de buena por el 42 por ciento de los encuestados, de regular por un 38 y de mala por un 18 por ciento.

## Vida Pospresidencia
Luego de haber ejercido la vicepresidencia y presidencia de la República (1979-1981-1984), se constituyó en un analista crítico de la presidencia de León Febres-Cordero Ribadeneyra e impulsó la campaña para el NO al plebiscito de junio de 1986 sobre la participación de los independientes en las dignidades de elección popular, se convirtió en el principal y más elocuente opositor del gobierno de León Febres-Cordero y en el cronista crítico de ese régimen con libros como La Victoria del No (1986), y La Dictadura Civil (1988). Fundó la Corporación de Estudios para el Desarrollo (CORDES), dedicada a la investigación de la realidad económica y social de América Latina y al estudio de las instituciones políticas y su incidencia en la democracia. Fomentó en CORDES estudios de ciencia social y política sobre Gobernabilidad, Descentralización y Corrupción.

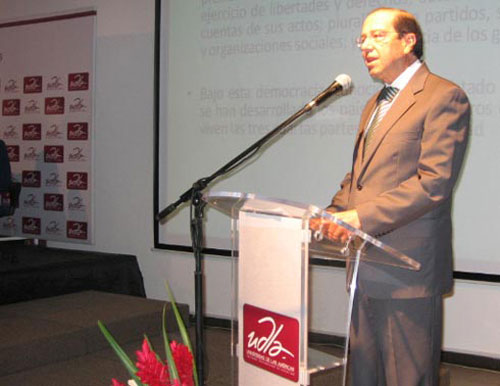
El expresidente Osvaldo Hurtado dando una conferencia en la Universidad de las Américas, 2011.

Volvió a la actividad política electoral en 1997 para participar como representante por Pichincha en la Asamblea Nacional Constitucional que elaboró la decimonovena Carta Política. Entonces, tomó parte en la redacción de la Constitución de 1998, expedida en Riobamba el 5 de junio al concluir sus labores la Asamblea que había trabajado por cuatro meses y medio en Sangolquí. Hurtado presidió la Asamblea, la defendió con vigor cuando fue atacada y logró que los representantes llevasen a feliz término una obra difícil y renovadora, aunque por falta de tiempo no se discutieron a fondo algunos temas. En cuanto a derechos, obligaciones y garantías ciudadanas, fue la Constitución más avanzada de América Latina.
Durante el gobierno de Jamil Mahuad, Hurtado tomó distancia crítica a medida que el presidente no aceptaba las sugerencias del Partido ni los consejos de Hurtado. Este terminó por aconsejarle que renunciara a la presidencia.
El descalabro del gobierno de Mahuad afectó a Democracia Popular. Un grupo de diputados del Partido se había sumado a la oposición y terminó por declararse independiente. Caído Mahuad, el partido se dividió. Hurtado dejó el Partido en octubre de 2001 y algunos días después anunció la conformación del movimiento político "Patria Solidaria" para reclutar y formar jóvenes con el objeto de formarse en política y ejercerla hasta llegar al poder a mediano o a largo plazo.
Por medio de su nuevo partido participó en las elecciones presidenciales del 2002, donde consiguió 1% de los votos.
Fue gran opositor de la reforma constitucional impulsada por el presidente Rafael Correa. Para 2009, era Presidente de la Corporación de Estudios para el Desarrollo, Cordes, con sede en Quito.
Actualmente da conferencia y entrevistas frecuentes en canales de televisión, criticando y declarando al gobierno del Presidente Correa como dictatorial, siendo uno de sus más fervientes opositores.

## Condecoraciones y méritos
- Gran Collar de la Orden Nacional de San Lorenzo, designada al Gran Maestre de la Orden de mayor rango en el Ecuador, entregada a todos los presidentes de la República del Ecuador desde 1959.